# تورووکر
تورووکر (به انگلیسی: Turuvekere) یک منطقهٔ مسکونی در هند است که در کارناتاکا واقع شده‌است.

## خصوصیات
تورووکر ۱۳٬۲۷۵ نفر جمعیت دارد و ۷۹۴ متر بالاتر از سطح دریا واقع شده‌است.